# Mesoleptus adversarius
Mesoleptus adversarius là một loài tò vò trong họ Ichneumonidae.